# Grabowce (Ukraina)
Grabowce (ukr. Грабівці, Hrabiwci) – wieś na Ukrainie, w obwodzie tarnopolskim, w rejonie czortkowskim. W 2001 roku liczyła 69 mieszkańców.
W czasie okupacji niemieckiej mieszkający tutaj Polacy - Mikołaj i Agata Szczyrbowie oraz Piotr i Helena Głodowie (rodzice Agaty) - udzielali pomocy żydowskim partyzantom, za co w 1990 roku Instytut Jad Waszem uhonorował ich tytułami Sprawiedliwych wśród Narodów Świata.
Do 2020 w rejonie borszczowskim.